# Empire almohade
 (juillet 2025).
1121/1147–1269
Entités précédentes :
- Almoravides
- Hammadides
- Royaume d'Afrique
- Taifas (2e période)
- Royaume de Castille-León (en partie, 1157)

Entités suivantes :
- Mérinides
- Hafsides
- Zianides
- Taifas (3e période)
- Royaume de Castille
- Royaume de León

L’Empire almohade (arabe : الخلافة الموحدية) est fondé au XIIe siècle au Maghreb et en al-Andalus (sud de la péninsule Ibérique) par le mouvement réformateur religieux des Almohades. Il s'agit d'un califat berbère qui a succédé à la dynastie almoravide.
Face à la domination almoravide sur l'ouest du Maghreb et Al-Andalus, les Masmouda du Haut-Atlas marocain, apparentés aux Chleuhs du Maroc moderne,, forment le mouvement almohade au début du XIIe siècle sous la conduite d'Ibn Toumert. Ce mouvement s'appuie sur la doctrine religieuse d'Ibn Toumert. Ce dernier est originaire de la région du Souss et voyage pour parfaire sa formation et sa doctrine à Cordoue, en Orient et à Béjaïa.
Ibn Toumert fonde ensuite l'État almohade dans le Haut Atlas. Pourchassé par les autorités, il prône alors une réforme morale puritaine et se soulève contre les Almoravides au pouvoir à partir de son fief de Tinmel. En s'inspirant de Mahomet, il organise un État qu'il adapte remarquablement aux structures de la société berbère.
Désigné comme successeur par Ibn Tûmart avant son décès vers 1130, Abd al-Mumin, un Koumya non issu des tribus Masmuda, devient le calife almohade. Il prend la relève et instaure un pouvoir héréditaire. Le nouveau calife consolide sa position dans l'armée et l'organisation almohade en s'appuyant sur sa tribu, les Koumya zénètes de la région de Nedroma, et sur les Arabes hilaliens qu'il intègre dans l'armée régulière. Sous son règne, les Almohades renversent les Almoravides en 1147, puis conquièrent le Maghreb central hammadide, l'Ifriqiya (alors morcelée depuis la chute des Zirides) et les Taïfas. Le Maghreb et l'Al-Andalus sont ainsi entièrement sous domination almohade à partir de 1172.
À la suite de la bataille de Las Navas de Tolosa en 1212, les Almohades sont affaiblis et leur empire se morcelle au profit des rois des Taïfas en Al-Andalus, des Zianides au Maghreb central et des Hafsides en Ifriqiya ; il voit l'émergence des Mérinides au Maghreb al-Aqsa qui prennent Fès en 1244. Les Almohades, qui doivent désormais payer tribut aux Mérinides et ne contrôlent plus que la région de Marrakech, sont finalement éliminés par ces derniers en 1269.

## Histoire

### Fondation du mouvement almohade

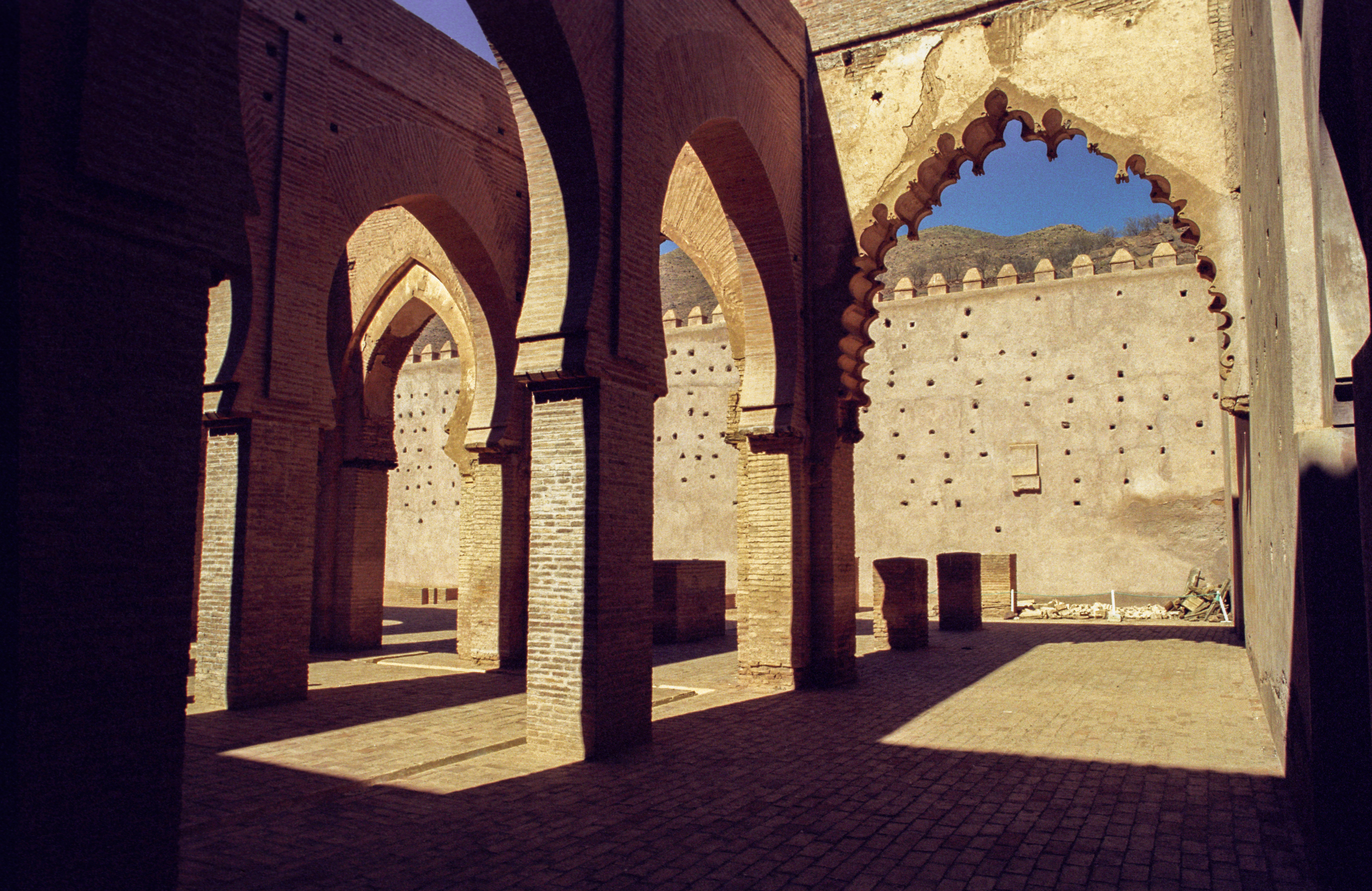
Mosquée de Tinmel dans le Haut Atlas marocain, fief des Almohades,,.

Le mouvement almohade est fondé dans le Haut Atlas dans l'actuel Maroc au début du XIIe siècle par Muhammad Ibn Toumert, un réformateur de l’Anti-Atlas d'origine berbère de la tribu des Hargha de la branche des Masmoudas. S’opposant au rite malikite pratiqué par les Almoravides, Ibn Toumert prêche le retour aux sources religieuses de l’islam ; formé en Orient et influencé par le chiisme et par les idées de Al-Ghazali, il reproche à ceux-ci d’avoir délaissé l’étude du Coran pour un juridisme excessif ; il dénonce également leur conception anthropomorphe de Dieu, contraire au principe fondamental de l’unité divine (ou tawhid, « unité divine »). Sa véritable originalité fut dans la méthode de diffusion de sa doctrine plus que dans son contenu lui-même. Son livre Aazou ma youtlab (le meilleur qu'on puisse chercher), constitua la référence expliquant sa doctrine. À Mallala, petite localité de la banlieue de Béjaïa, il élabore sa doctrine au contact de ses étudiants, auxquels il précise le but de sa mission, voir Almohadisme. C'est dans ce village qu'il rencontre un jeune homme de la tribu berbère zénète des Koumya : Abd al-Mumin, le futur calife almohade.
Depuis les montagnes du Haut Atlas, il organise une communauté militaire et religieuse autour d’un islam austère et rigide et, en 1121, se proclame mahdi (le bien guidé, sauveur attendu par les musulmans, c'est un homme providentiel qui selon les sunnites devra combattre le Dajjāl (« l'imposteur ») et précéder la venue de Jésus-Christ ou ʿĪsā).
Le « Maître du Souss » reconnut en Abd al-Mumin, l'homme prédestiné : « La mission sur quoi repose la vie de la religion ne triomphera que par Abd al-Mumin, le flambeau des Almohades » Ibn Tûmart, « l'Impeccable », enseignera à son disciple préféré le dogme de l'« unicité » divine et l'entraînera vers le Maroc jusqu'à son village natal d'Igli.
Ibn Toumert met alors en place une structure hiérarchique rigoureuse qui se veut inspirée du modèle prophétique muhammadien. Ce système hiérarchique est influencé par les structures tribales qu'elle reflète, et vise à encadrer l'ensemble de la société almohade.
Il compte ainsi les différents groupes formés après la bay'a proclamant et reconnaissant Ibn Toumert comme Mahdi. Il s'agit du Conseil des Dix, des Cinquante, des talaba, des huffaz, et du reste de la population : la totalité (al-kaffa), c'est-à-dire la masse des partisans structurés en tribus.
Le reste de la population est donc formée des « tribus almohades » fondatrices du mouvement appartenant principalement à l'ensemble tribal des Masmouda : Hargha, Ahl Tinmel, Hintata, Gadmiwa, Ganfisa, Ahl Qabail, Sanhadja et Haskoura,.
Avant son décès, le fondateur avait donc été rejoint par différentes tribus berbères issues principalement des Masmouda.

### Conquêtes et établissement de l'empire

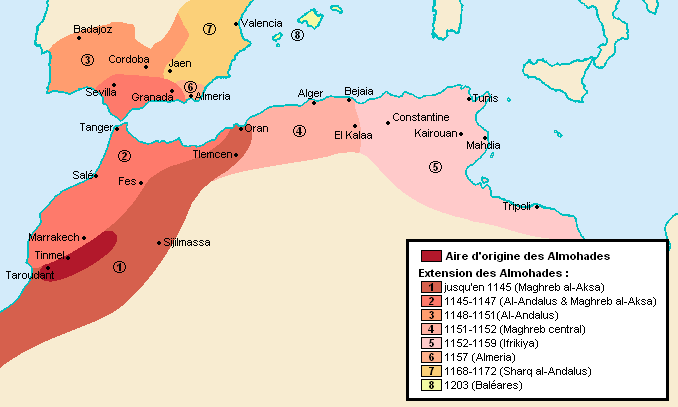
Phases de l'expansion almohade.

Pour éviter que les Masmoudas, au lendemain d'une défaite, ne voulussent écarter Abd al-Mumin, qui demeurait malgré tout un étranger, la mort d'Ibn Tûmart fut longtemps cachée à ses fidèles - plus de deux ans, assurent Ibn Khaldoun et Mohammed al-Baydhaq (en) - pour respecter la volonté du mahdi Ibn Toumert et le temps de préparer sa montée au pouvoir au sein des Almohades.
Après que son autorité a été reconnue, grâce notamment au cheikh Abou Hafs Omar El Hintati, chef des Hintata, Abd al-Mumin prit la tête d'une armée et lança la guerre sainte, ou djihad, contre le Maghreb almoravide.
Abd al-Mu’min, calife et bâtisseur d’empire Arborant désormais le titre de khalifa (calife) du Mahdi comme Abu Bakr avait été celui du Prophète, ‘Abd al-Mu’min attendit un long moment à Tinmal avant de se lancer à la conquête du Maroc... Évitant de s’aventurer en plaine et ne s’éloignant guère des massifs du Haut Atlas et du Moyen Atlas où les cavaliers almoravides avaient du mal à manœuvrer, il parcourut ainsi, sans encombre, tout le flanc oriental du Maroc, avec, à ses trousses, le prince héritier Tashfin b. ‘Ali et sa milice de cavaliers chrétiens commandés par le Catalan Reverter. « De montagne en montagne », il remonta ainsi de Tinmal à Demnat puis du Fazaz à Azrou et Sefrou, avant d’atteindre les hauteurs du Rif aux alentours de Ceuta. Il se transporta ensuite par le corridor de Taza dans la région de Tlemcen et c’est là qu’il choisit d’affronter l’armée almoravide déjà sérieusement affaiblie par la désertion d’une partie des Sanhaja et la défection de la population locale qui se joignait, en masse, aux forces du Mahdi.

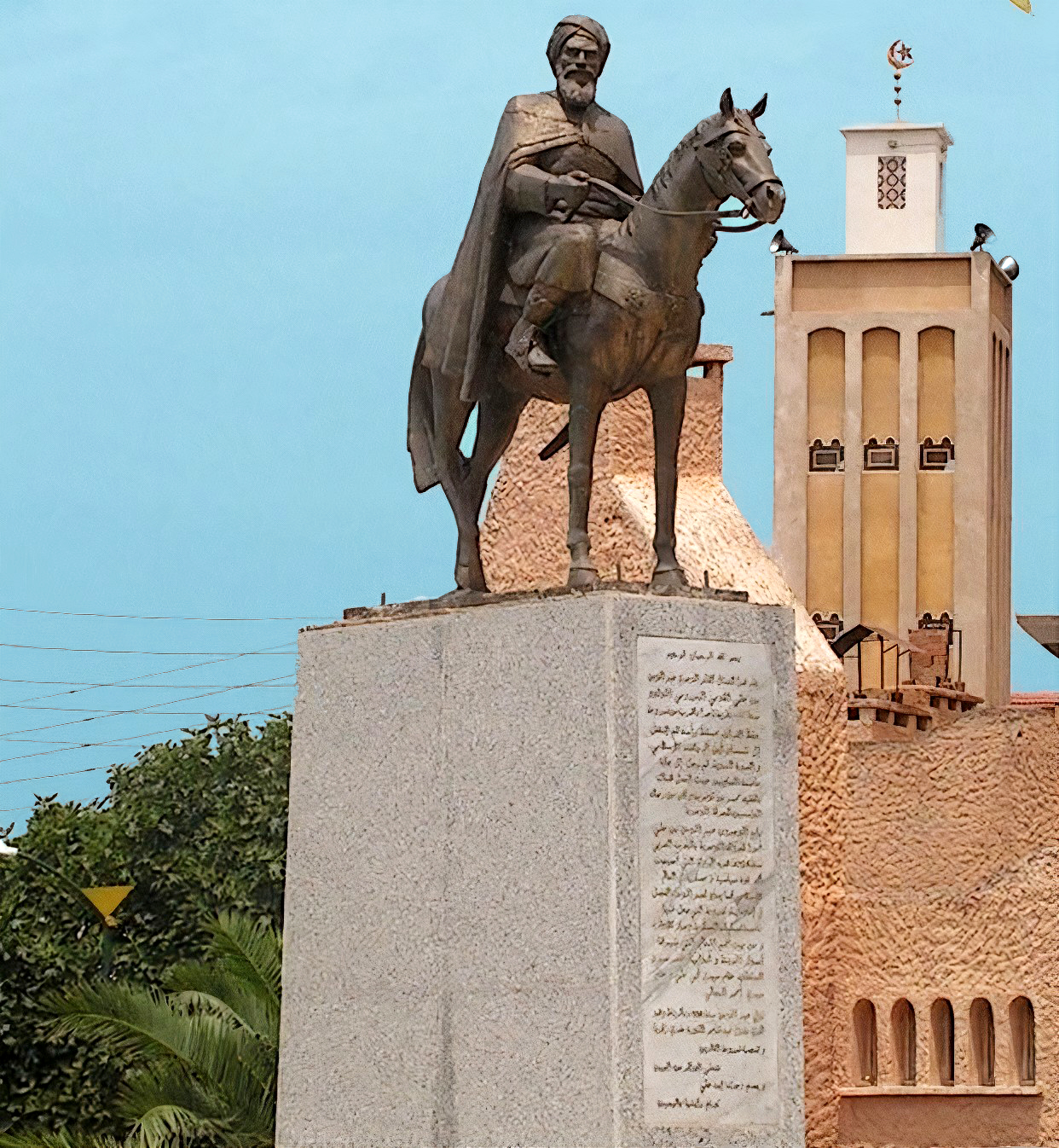
Statue d'Abdul-Mu'min ben Ali Agoumi à Nedroma.

Reprenant sa marche victorieuse, ‘Abd al-Mu’min conquit Oran puis Tlemcen dont il massacra la population parce qu’elle s’était opposée à son entrée. Repassant ensuite par Oujda et Guercif, il s’empara de Meknès que protégeait un contingent almoravide de cavaliers chrétiens avant de conquérir Fès, à l’issue d’un siège de neuf mois, puis Salé et enfin Marrakech, qui tomba entre les mains des Almohades en mars 1147. Les vainqueurs y massacrèrent tous les princes almoravides qui s’y trouvaient.
Avec une armée majoritairement composée de Masmoudas[réf. à confirmer], les Almohades déferlèrent sur le Maghreb central. Ils s'attaquèrent à Tlemcen, sous domination almoravide. Pour s'en rendre maître, Abd al-Mumin fit construire un fort le Maçmoudi, depuis lequel il mena le siège de la ville[réf. à confirmer]. Pendant qu'il faisait le siège de Tlemcen, Abd al-Mumin envoya le cheikh Abou Hafs Omar El Hintati, meilleur général almohade, s'emparer du Maghreb central[réf. à confirmer]. Une grande coalition de tribus zénètes fidèles aux Almoravides se rassembla à Mindas pour lui faire face. Elle rassembla ainsi les Beni Badin, les Beni Iloumi, les Beni Abdelouad, les Beni Toudjin, les Beni Ourcifen, les Beni Merin et les Maghraouas. Le cheikh Abou Hafs Omar finit par écraser et soumettre les Zénètes de la région à la suite d'une bataille décisive. Il s'empara ensuite d'Oran en 1145.
Les Almohades s'emparent ensuite de Tlemcen, dévastant la ville et massacrant ses habitants. Abd al-Mumin relève les murs et invite d'autres populations à s'y fixer[réf. à confirmer]. Fès puis Marrakech tombèrent en 1147.
‘Abd al-Mu’min s’appuya pour sa sécurité de plus en plus sur les tribus arabes ainsi que sur sa propre tribu des Goumiya, qu’il plaça juste après les gens de Tinmal dans la hiérarchie almohade.
L’armée se diversifie au gré de l’expérience acquise et des gains territoriaux. Elle reflète plus expressément le souci de bâtir un empire. Aux Masmûda s’adjoignent des Zénètes, dont les Gûmiya auxquels le calife appartient, des Banû Hilâl intégrés pour lever l’impôt et faire la police au Maghreb occidental.
Le mouvement almohade doté d'une puissante armée formée de plusieurs tribus berbères propulse Abdul-Mu'min (1130-1163) à la tête d’un empire englobant l'ensemble du Maghreb jusqu’à la Tripolitaine et l'Andalousie occidentale (prise de Cordoue en 1148 et de Grenade en 1154). Le nouveau calife consolidera sa position personnelle en s'appuyant sur sa tribu, les Koumya zénètes de la région de Nedroma, et sur les Arabes hilaliens qu'il intégra dans l'armée régulière.
Il se proclame Calife, et prend le titre califien d'amīr al-mu'minīn (prince des Croyants), rejetant ainsi la souveraineté des Abbassides, et impose le principe d'hérédité dynastique peu avant sa mort. Pour la première fois un maghrébin prend le titre de calife réservé jusque là aux Quraychites.
Sous le règne de Abd-Almumin, la suprématie des tribus fondatrices de la communauté de Tinmel fut maintenue. Ces tribus formèrent l’aristocratie de l’empire almohade et conservèrent un rôle exclusif dans l’élaboration de la doctrine d’Ibn Tumart. Elles bénéficièrent également d’avantages fiscaux, ce qui fit des Almohades une classe distincte et privilégiée.
Cependant, cette position suscita la jalousie des autres tribus, notamment les Masmuda. Abd-Almumin ne parvint à intégrer sa propre tribu, les Koumya, qu’en 1162 (un an avant sa mort), en utilisant un stratagème : il fit passer leur arrivée inattendue à Marrakech pour une visite de respect envers le calife. Après leur installation, les Koumya devinrent la garde personnelle de Abd-Almumin et de ses successeurs.
Malgré ces efforts pour renforcer l’unité, Abd-Almumin conserva une structure de pouvoir centrée sur les tribus fondatrices, symbolisée par un conseil des cinquante membres issus de ces tribus. Cette institution resta une caractéristique constante du gouvernement almohade jusqu’à la fin. De cette manière, les chefs des tribus fondatrices continuèrent d’occuper une position reconnue dans l’administration de l’empire.
Son fils, Abu Yaqub Yusuf (1163–1184) issu de son union avec la fille d'une lignée de Masmouda de Tinmel lui succède.
Ce dernier et son propre fils, Abu Yusuf Yaqub al-Mansur surnommé « le Victorieux » (1184–1199) et troisième calife, poursuivent son œuvre et étendent leur autorité à l'ensemble d'Andalousie en infligeant une défaite à Alphonse VIII de Castille à la bataille d'Alarcos en 1195.
En Afrique ils réussissent à chasser les garnisons placées dans des villes côtières par les rois normands de Sicile.
Une fois que les Almohades occupent Cadix, ils ont à leur disposition la puissante flotte des Beni Maimoun.
Le Berbère Yousof, qui a servi sur les bateaux du roi Roger II de Sicile, puis a été nommé amiral par Abou Yaâqoub, fait de l'escadre du calife la première de la Méditerranée.
Aussi, Saladin lui demande, en 1190, son concours pour arrêter les rois chrétiens sur la route de Syrie, mais sans doute ne l'obtient-il pas, car sa complicité avec Qaraqouch n'est pas faite pour lui attirer la bienveillance d'Abou Yaâqoub.
Mohammed Ibn Tûmart, fondateur du mouvement Almohade, est un berbère né vers 1080 à Igilliz dans la tribu des Hargas, au versant septentrional de l'Anti-Atlas. Il est le fils du chef de ce village amghar.
Abd al-Mumin Ibn Ali, son disciple, est un Zénète, fils d'un potier du village de Tadjra, localité située au nord-est de Tlemcen, près de la ville de Nedroma.
Ibn Toumert, chassé par la population de Béjaïa en raison des troubles qu'il y engendre, se réfugie à proximité dans la Zaouia de Mellala, rassemblant autour de lui des disciples dont Abd al-Mumin, qui étudie alors à Béjaïa, capitale hammadide, où il est venu chercher la science.
L'empire almohade va s'étendre de la Libye actuelle au nord de l'Espagne, avec pour capitale Marrakech, où les Almoravides (Mourabitoun ou Moulethemin - « voilés ») sont au pouvoir.
Les Almohades prennent Marrakech des mains des Almoravides en 1147, et ses défenseurs sont massacrés ainsi que tous les représentants de la lignée almoravide, notamment le jeune émir Ishak.
Rendu maître de la ville de Marrakech, Abd al-Mumin décide d'élever, sur les ruines de Dar al Hajar, la mosquée Koutoubia.
Le calife Abd al-Mumin ordonne de déporter au Maghreb al-Aqsa des tribus d’Arabes bédouins hilaliens. Ces tribus lui permettent de soutenir son entreprise dynastique face à la menace de partis masmoudiens rivaux, de repeupler les plaines atlantiques dépeuplées par la répression contre les Berghouatas de 1149, mais également à le pourvoir en recrues pour affermir durablement sa conquête d’al-Andalus.
Ces déportations de bédouins font également progresser l’arabisation du Maroc, tandis que les populations bédouines demeurées plus à l'est fragilisent l’autorité almohade en Ifriqiya.

### Déclin et chute de la dynastie

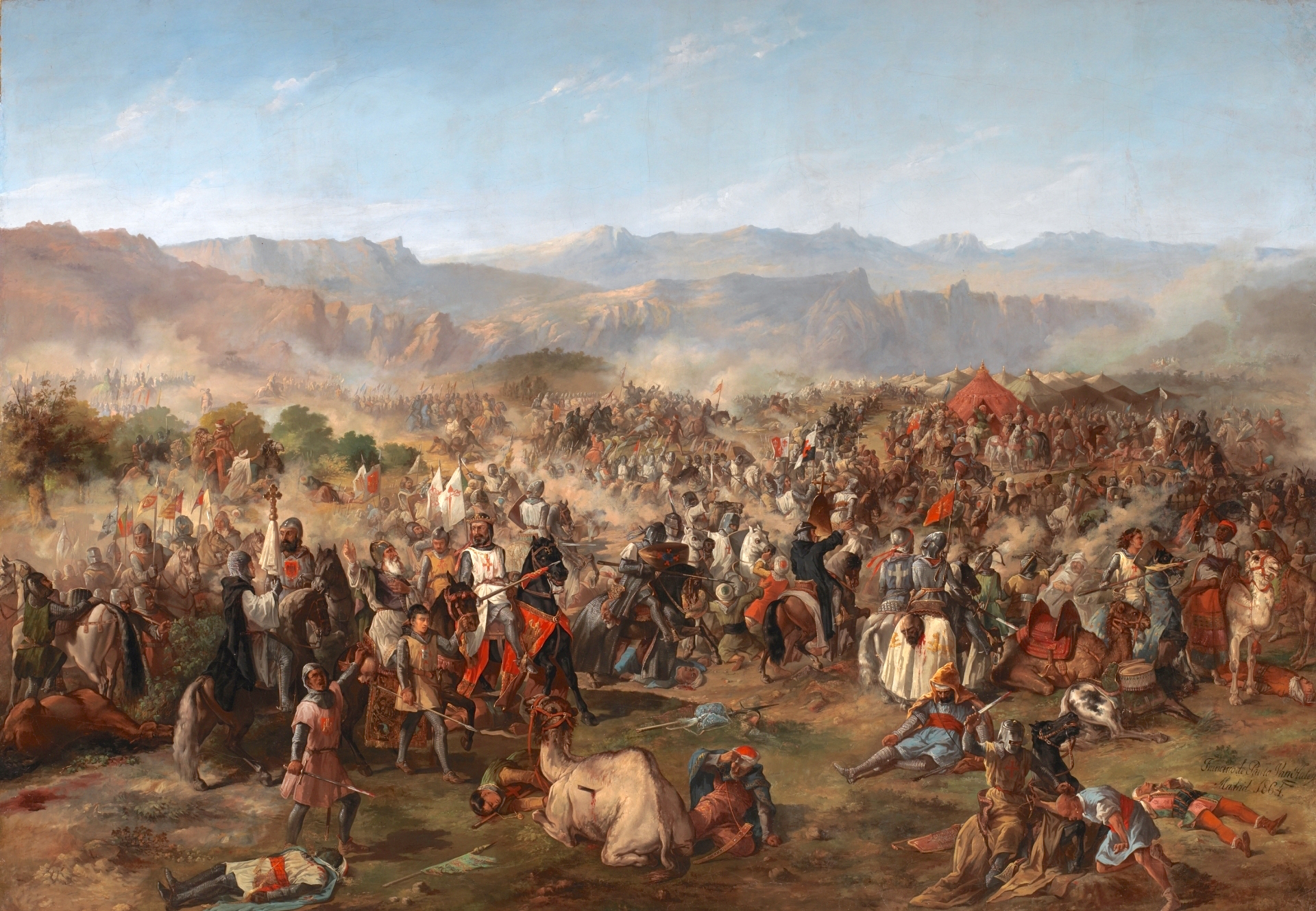
Bataille de Las Navas de Tolosa le 16 juillet 1212.

À la suite de l'irruption en Berbérie Orientale des frères Ali et Yahia Beni Ghania, descendants des Almoravides qu'Abd el-Moumin a dépossédés après avoir traversé l'Algérie en vainqueurs.
Les deux frères se sont taillé une principauté dans le Djerid.
Après la mort d'Ali, son frère Yahia entreprend la conquête du centre et du nord de l'Ifriqiya.
Il réussit à s'emparer de Mahdia, de Kairouan et de Tunis en 1202, faisant prisonniers le gouverneur almohade et ses enfants.
Ben Ghania pille les villes, les jardins et les animaux.
Devant cette situation pleine de périls, le calife Al Nacir, qui règne à Marrakech, part à la reconquête de l'Ifriqya.
Il entre, en février 1206, dans Tunis abandonnée par l'ennemi, et y reste un an pour rétablir l'autorité almohade sur l'ensemble du territoire.
Avant de repartir il confie le gouvernement de la province à un de ses fidèles lieutenants, Abdel Ouhaid Abou Hafs el Hentati (forme arabisée du nom berbère Faska u-Mzal Inti).
Le nouveau gouvernement avait été investi des pouvoirs les plus étendus : il recrutait des troupes qui lui étaient nécessaires pour la paix et pour la guerre, nommait les fonctionnaires de l'État, les cadis. Il fut un chef intelligent et énergique. Après sa mort, son fils Abou Zakariya lui succéda en 1228 et fondera la dynastie hafside.
Les États chrétiens d'Espagne (Castille, León, Aragon et Navarre) et du Portugal s'organisent pour la Reconquista, notamment en faisant taire leurs disputes et en appelant à leur soutien des troupes de croisés de tout l'Occident, ils infligent à El-Nasir la défaite de Las Navas de Tolosa (16 juillet 1212).
Au Maghreb, des dynasties locales s'imposent. En 1229, un an après sa nomination, Abou Zakariya se proclamait indépendant du calife de Marrakech sous prétexte que celui-ci avait embrassé le sunnisme, instaurant la dynastie hafside. Les Abdalwadides, gouverneurs du Maghreb central au nom des Almohades, se proclament également indépendants en 1239. ou encore les Mérinides qui s'emparent en 1244 de Meknès dans le Maghreb occidental.
Dans le même temps, la Reconquista progresse à grands pas. Cordoue, la ville symbole de l'islam espagnol, tombe en 1236, Valence en 1238, Séville en 1248. Seul l'émirat de Grenade subsiste, gouverné par la dynastie des Nasrides.
Au Maghreb al-Aqsa, les Mérinides, prennent Fès et Meknès en 1244 et imposent leur suzeraineté aux Almohades qui ne contrôlent plus que Marrakech.
En 1269, les Mérinides entrent à Marrakech et destituent le dernier calife, Abou al-`Oula Idriss al-Wathiq, mettant ainsi fin à la dynastie almohade.

## Langue
Du temps de l'Empire almohade, le terme pour désigner la langue berbère dans les textes en arabe est « al-lisān al-ġarbī », la « langue occidentale » davantage à interpréter comme « langue des habitants du Maġrib » et, plus spécifiquement encore, « langue des habitants du Maġrib al-aqṣā ». Fait singulier, l'administration almohade cherche à institutionnaliser la langue berbère et plus précisément le berbère des Masmoudas. La prépondérance du peuplement Masmouda au Maghreb al Aqsa, en sus des facteurs politiques, explique que les corpus les plus substantiels retrouvés sont liés au chleuh tant du point de vue lexical que morphologique.
La tradition linguistique à dominante berbérophone et orale de la base berbère de l’État almohade, dont bon nombre sont des Masmoudas, rend compliquée la dispense des enseignements de la doctrine almohade, et le nécessaire passage à l'écrit de tout fait d'administration. Les Almohades auront ainsi recours principalement aux élites arabophones citadines, lettrées, dont certaines étaient au service des Almoravides. Dans certains cas ces lettrés sont même opposés à la doctrine almohade, mais nécessaires à l'administration des territoires conquis. Ibn Toumert doit faire preuve de réalisme et la société almohade prend la configuration d'une société à « literacy restreinte », où la langue écrite n’est pas la langue vernaculaire.
Cette langue fut la langue véhiculaire du Maghreb Al-Aqsa, à l'époque des Almohades. Une lettre rédigée à Béjaïa sur ordre d'Abd el-Mumin en janvier 1161, rappelle, entre autres, son usage dans le domaine religieux (dont la lecture et l'enseignement du tawhid). Elle insiste sur le rôle imparti de cette langue et sur le devoir pour tous ses habitants de l’apprendre. Cependant l'usage de la langue arabe et de la culture arabe progresse durant la période almohade tant d'un point de vue qualitatif que quantitatif, et ce notamment sous l'influence du milieu savant andalou. L’enseignement dispensé aux califes, aux cheikhs almohades et aux fonctionnaires de l’Empire était donné en berbère et en arabe. Dans la première langue, était enseignée uniquement la doctrine d'Ibn Toumert, l'almohadisme.
Un manuscrit du XIIe siècle, Kitāb al-asmā’ « livre des noms » du savant de la Qalaa des Beni Hammad, Abu Abdullah Muhammad ibn Jaɛfar al-Qaysi, a été étudié par l'Inalco comme un témoin des lexiques arabo-berbères de l'époque. Il en ressort que la majorité du lexique employé dans cette copie du manuscrit se rapproche du tachelhit (chleuh) actuel mais que l'on retrouve aussi des termes d'autres aires linguistiques berbères.
Ghouirghate formule l'hypothèse d'une institutionnalisation de la variante masmouda du berbère du « de haut en bas » dans l'Empire. Abu al-Abbas al-Azafi dans un panégyrique consacré au saint religieux Abū Ya‘zā parle de sa langue comme « langue de l'Occident ». Le lexique employé est proche du chleuh actuel, alors que Abu al-Abbas al-Azafi est originaire du Ǧabal Irūǧān. Van Den Boogert explique cette ressemblance avec le chleuh moderne par une altération du contenu lors de la copie du vocabulaire des textes médiévaux. Selon lui, au Moyen Âge, le berbère médiéval s'écrit en caractère arabe dans un style dit maghribi dont on retrouve les traces du Xe siècle au XIVe siècle, en dehors du cadre temporel de la seule dynastie almohade. Les copies des textes médiévaux dont nous disposons sont toutes datées de la période post-médiévale quand l'orthographe médiévale est tombée en désuétude. Ainsi les copies par des non-berbérophones ou par des locuteurs du tachelhit (chleuh) à partir de la fin du XVIe siècle ont abouti à des versions de manuscrit dans un style fondamentalement différent de celui du berbère médiéval.
Elle disposait d'un vocabulaire pointu et avancé, ayant permis la publication de livres de géographie, de botanique ou encore de dictionnaires scientifiques.[réf. à confirmer]

## Art

### Calligraphie
Les Almohades a adopté un style d'écriture cursive dit maghribi en tant que style officiel utilisé dans l'architecture, les manuscrits, la monnaie ou encore les documents du Maroc moderne[source insuffisante]. Cependant, le kufi plus angulaire était toujours utilisé, bien que sous une forme retravaillée dans l'épigraphie coranique, et a été vue détaillée en argent dans certains colophons.
L'écriture maghribi, souvent dorée, était utilisée pour mettre l'accent lorsque l'écriture standard était considérée comme insuffisante. Le maghrebi de la région d'al-Andalus au cours du XIIe au XIVe siècle était caractérisé par des lignes allongées, des courbes allongées et l'utilisation de plusieurs couleurs pour les vocalisations, dérivées des habitants de Médine.

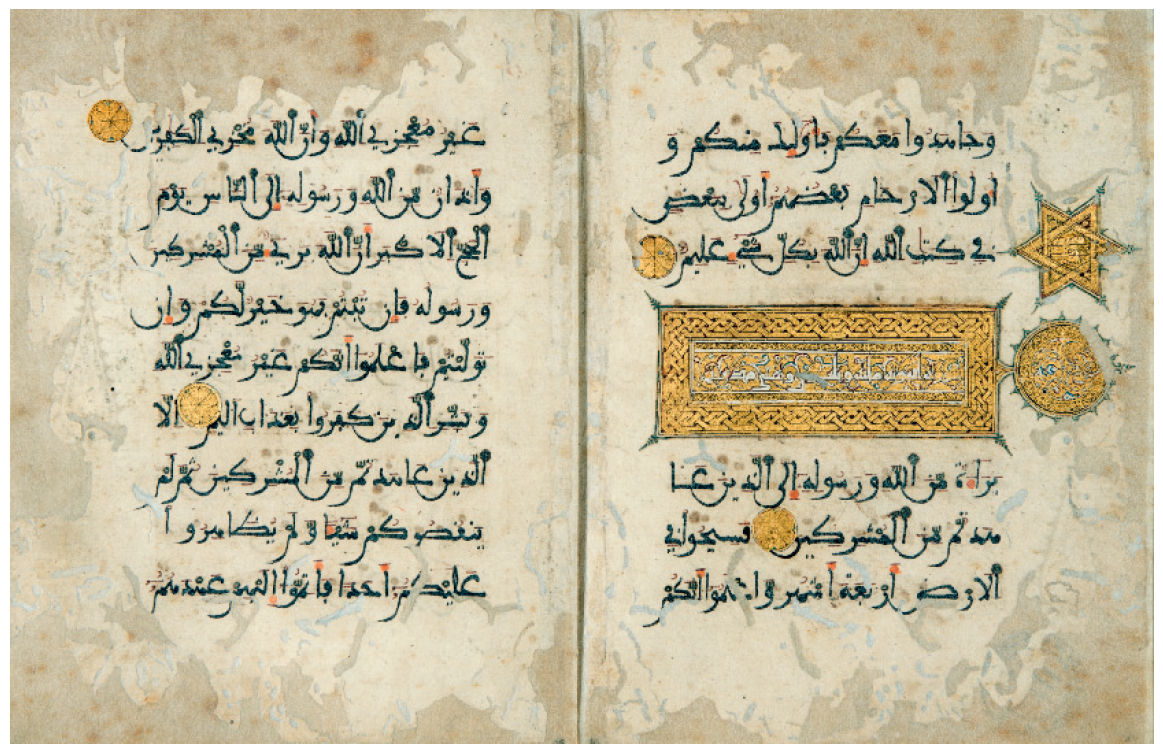
Extrait d'un Coran copié par le calife almohade Abu Hafs al-Murtada en 1266, ce dernier est exposé à Bibliothèque Ben Youssef de Marrakech.

### Textiles
Les Almohades ont d'abord évité la production de textiles et de soies de luxe, mais finalement ils se sont eux aussi engagés dans cette production. Les textiles almohades, comme les productions almoravides antérieurs, étaient souvent décorés d'une grille de cocardes remplies de motifs ornementaux ou d’écritures arabes. Cependant, les textiles produits par les ateliers almohades utilisaient progressivement moins de décoration figurative que les textiles almoravides antérieurs, au profit d'entrelacs de motifs géométriques et végétaux.

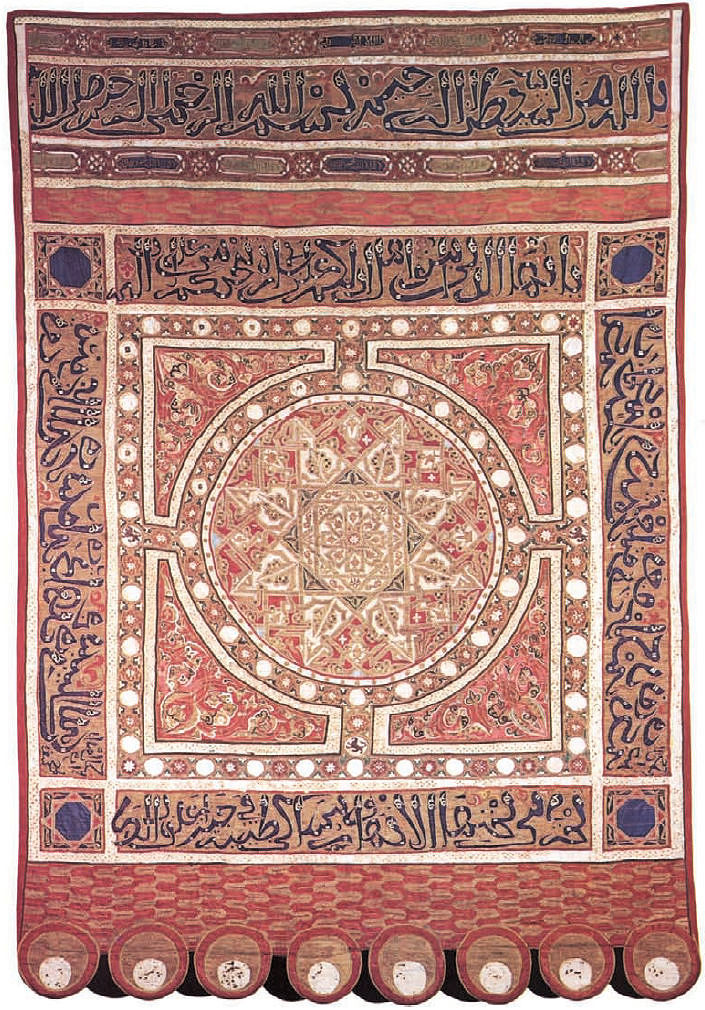
Bannière almohade capturé par Alphonse VIII de Castille lors de la bataille de Las Navas de Tolosa (1212).

## Architecture
L'architecture produit de nombreux chefs-d'œuvre dont trois mosquées remarquables par la similitude de leur minaret (base carrée et décoration) au point qu'elles aient été surnommées les trois sœurs : la Giralda de Séville, la Koutoubia de Marrakech et le minaret inachevé de la mosquée Hassan à Rabat, plus connu sous le nom de Tour Hassan.

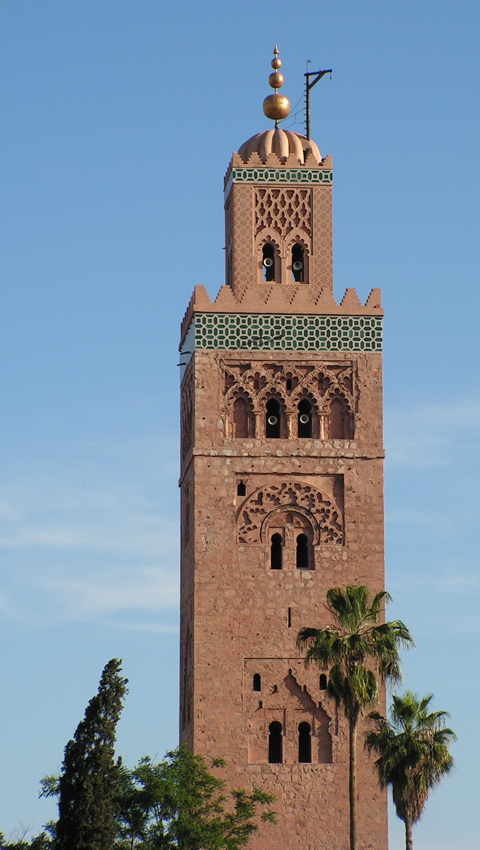
Minaret de la mosquée Koutoubia, à Marrakech (Maroc).
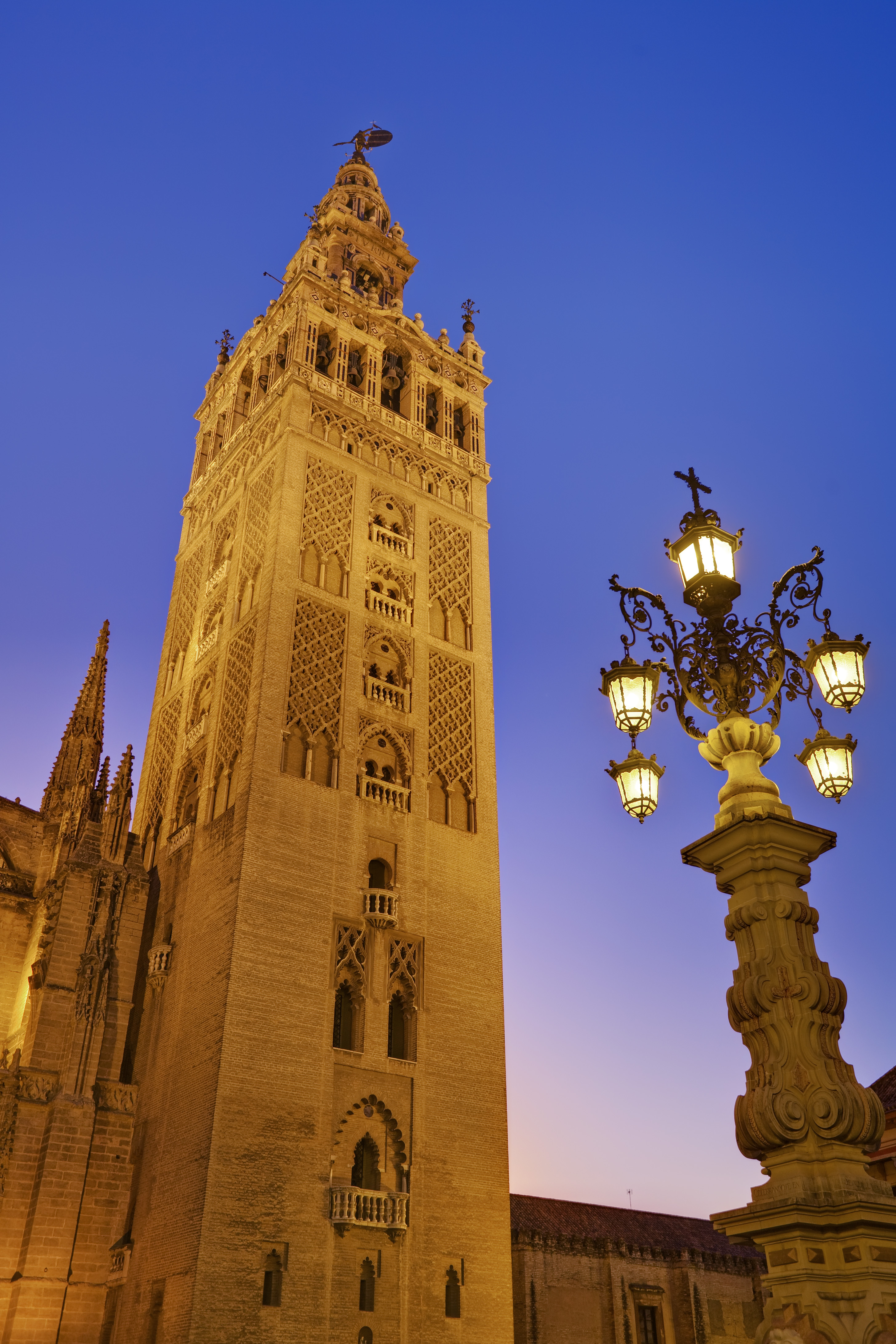
La Giralda, à Séville (Espagne).
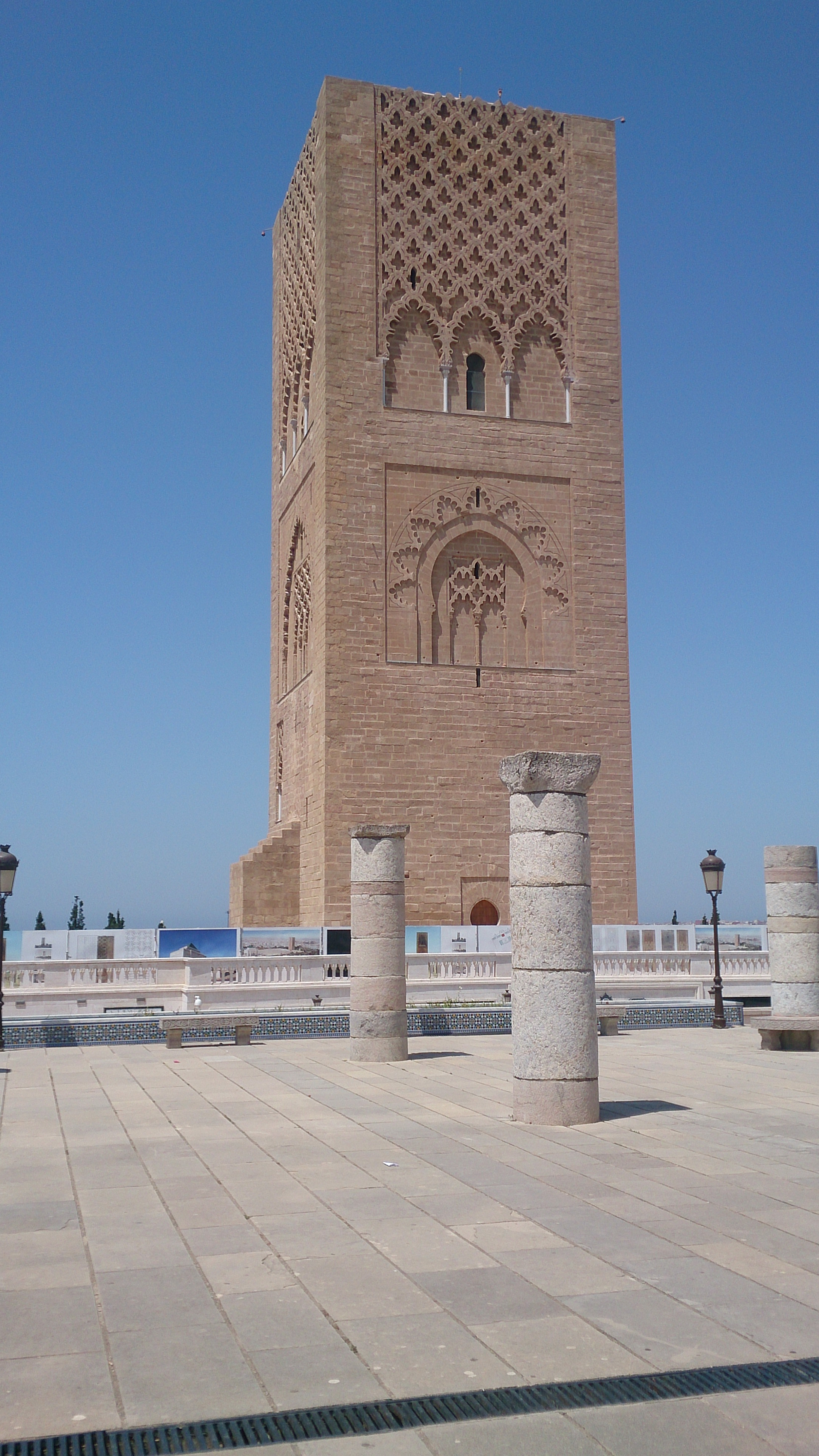
La tour Hassan, à Rabat (Maroc).
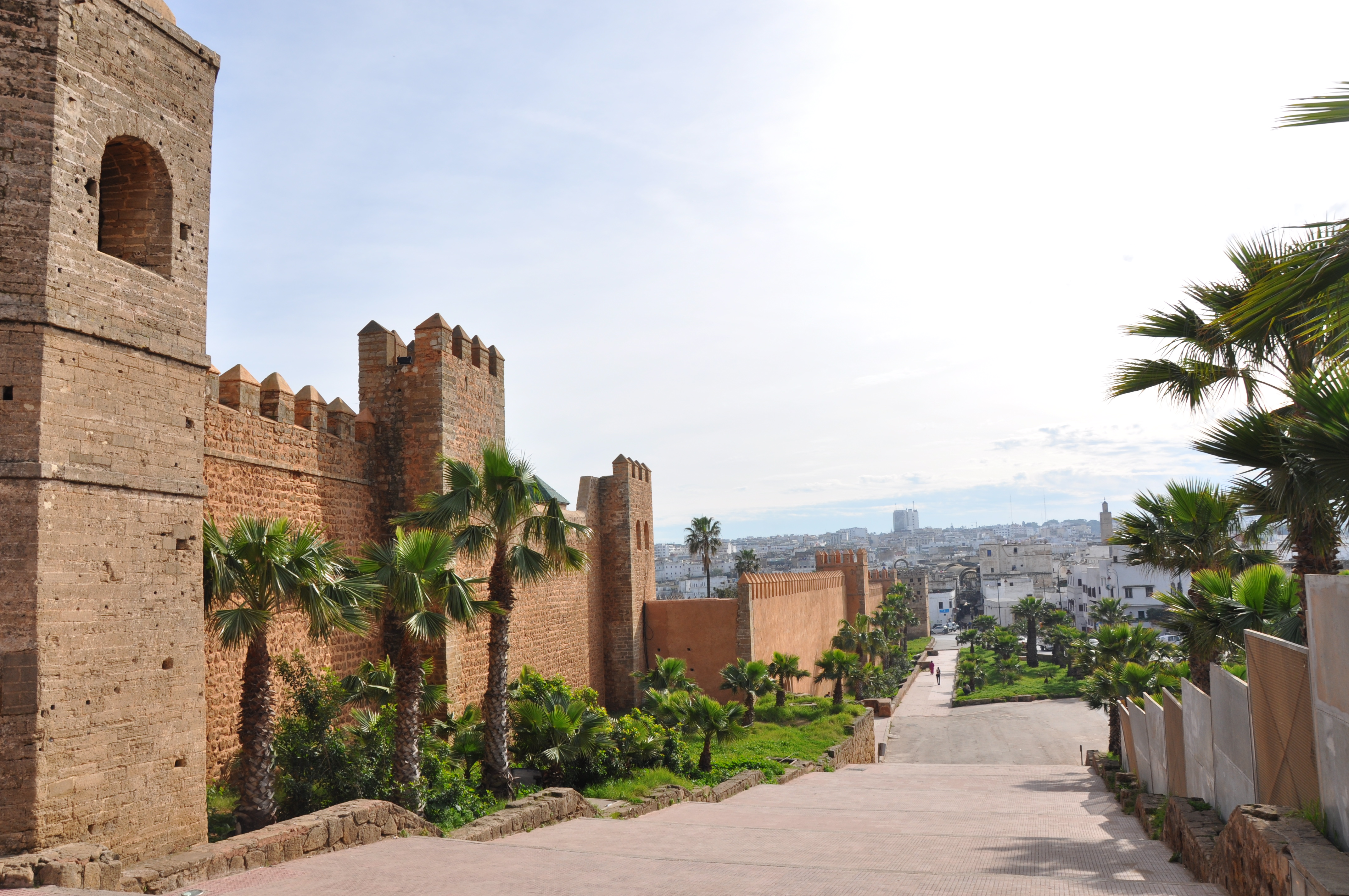
Kasbah des Oudayas, à Rabat (Maroc).
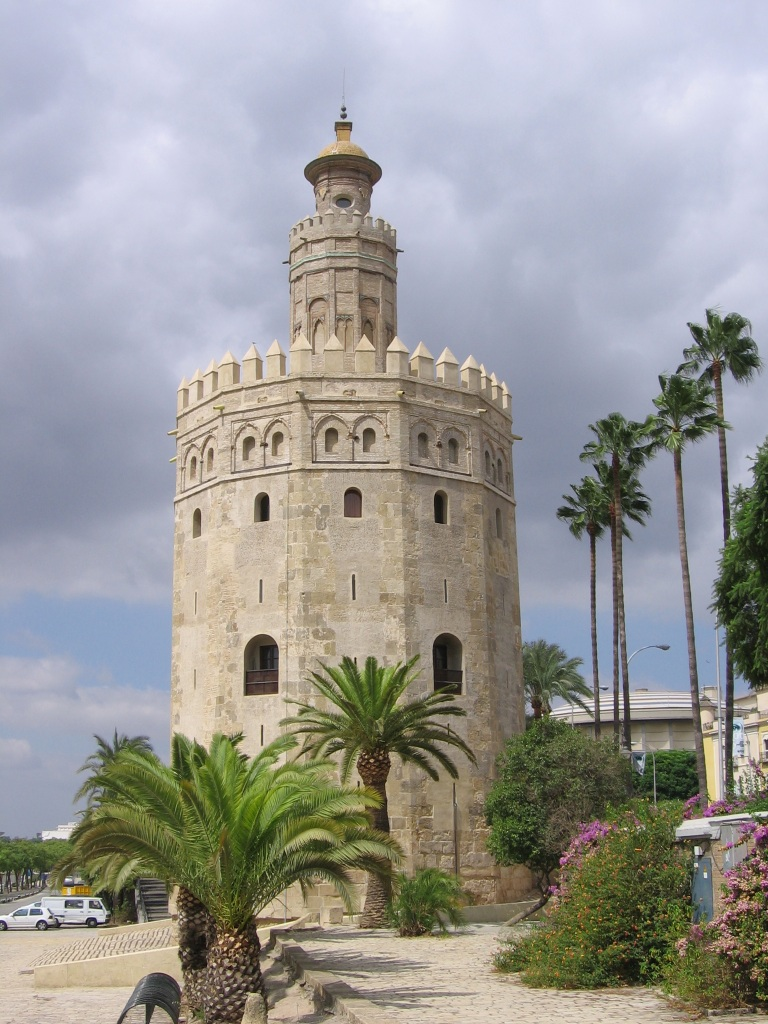
Torre del Oro, à Séville (Espagne).
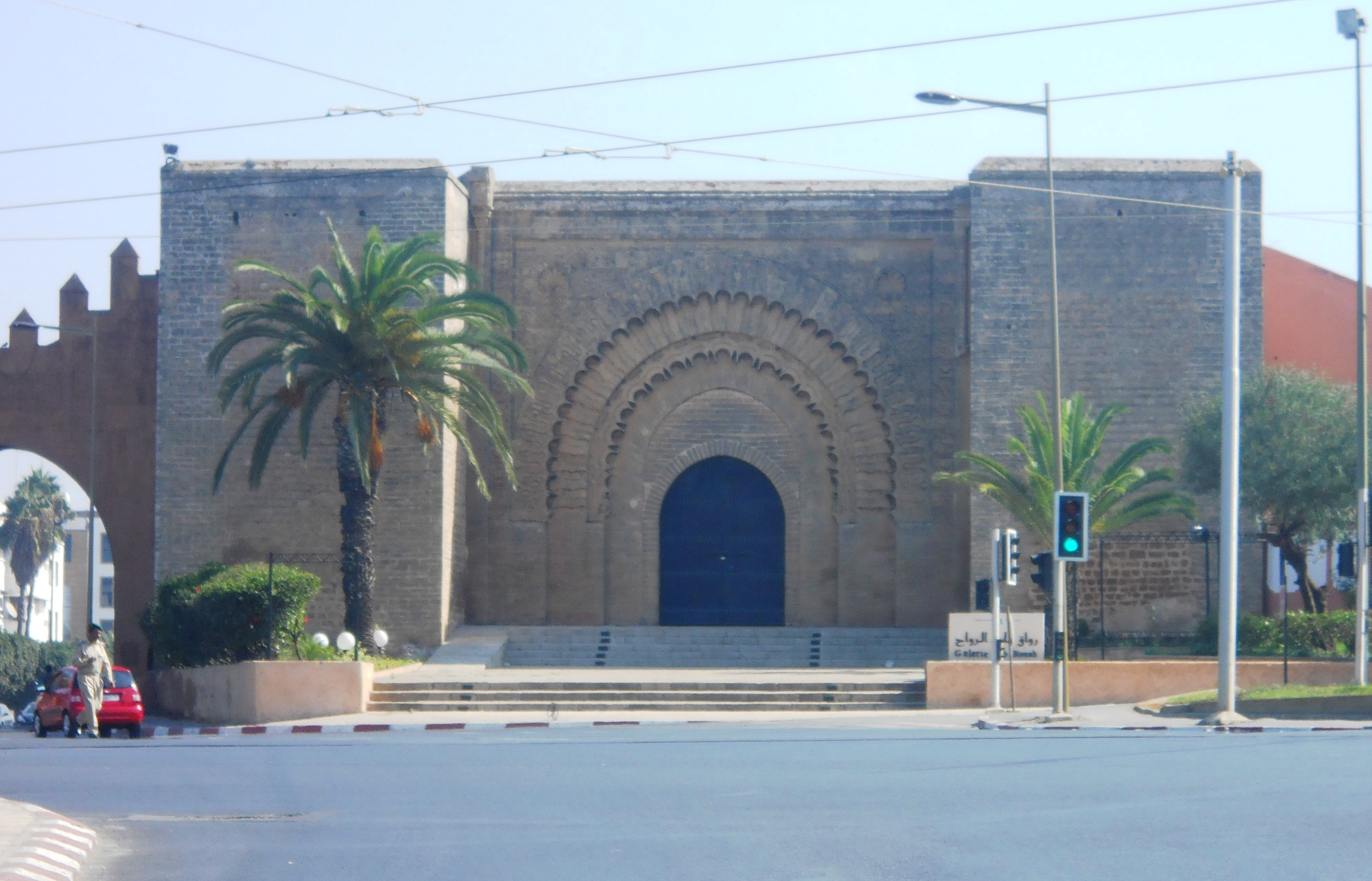
Bab Rouah, à Rabat (Maroc).
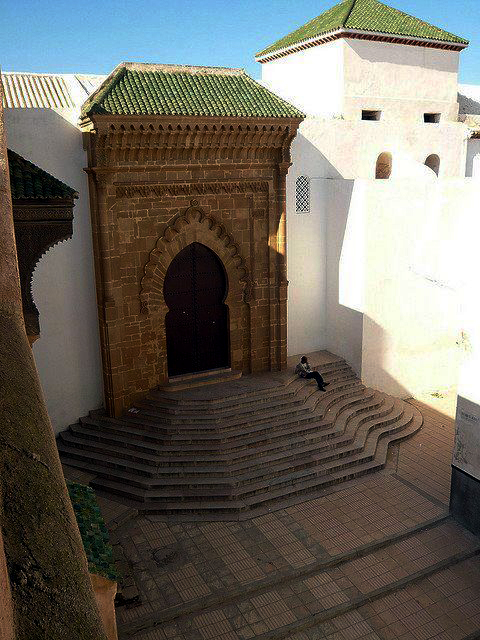
Grande mosquée de Salé
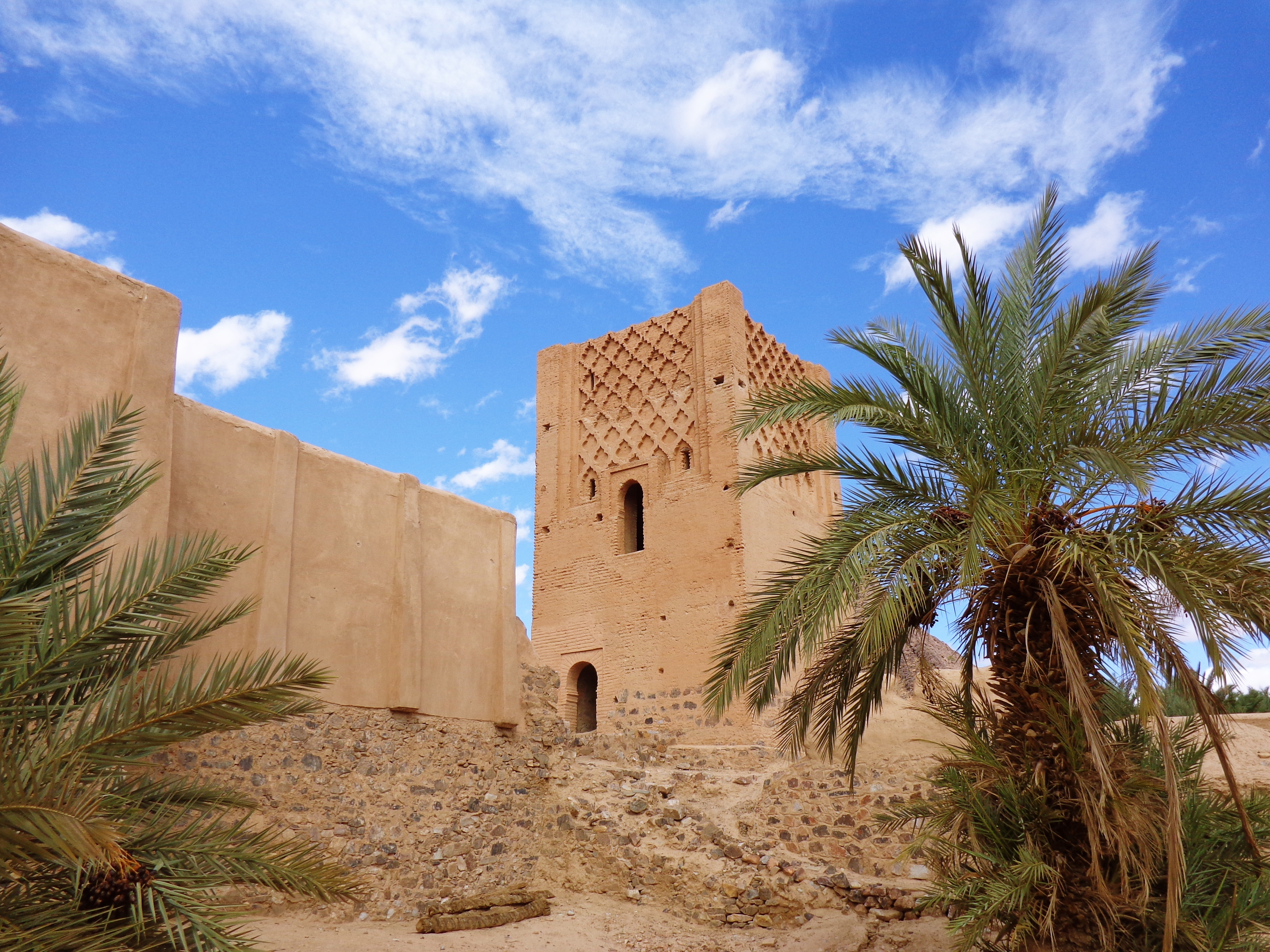
Minaret du ksar d'Akka

## Fanatisme religieux

### Persécutions religieuses
« Les Almohades vont brutalement changer les conditions de vie des dhimmis juifs et chrétiens », les forçant à se convertir, en infraction, selon Michel Abitbol, avec la tradition musulmane, qui avait jusque-là réservé aux "gens du Livre" un statut particulier. Des milliers de juifs et de chrétiens se sont convertis malgré eux à l'islam ; des milliers d'autres se sont enfuis ; beaucoup ont été tués, en Afrique du Nord comme en Espagne.
En Al-Andalus, le douzième siècle est ainsi considéré comme la fin de l'âge d'or de la culture juive en Espagne.
Selon Adnan Husain, l'avènement du radicalisme austère porté par les Almohades est vécu comme une catastrophe non seulement par les juifs et les chrétiens, mais également, en Espagne, par les musulmans d'Al-Andalus.

### Autodafés de livres et persécutions contre les savants
Les universités rejettent les connaissances de la Grèce et la Rome antique ainsi que l'enseignement de philosophes comme Averroès dont les Almohades firent brûler les œuvres en place publique, après avoir interdit la philosophie et le recours à la raison. Plusieurs grands philosophes de toutes religions furent persécutés sous cette dynastie. Averroès, philosophe musulman, et Moïse Maïmonide, philosophe juif, sont les plus connus. Averroès fut accusé d'hérésie et exilé pendant un an et demi (avant d'être rappelé au Maroc). Pour ne pas être contraint d'abjurer sa religion, Maïmonide sera contraint d'émigrer définitivement ; il trouvera refuge en Égypte à la cour des Fatimides puis de Saladin.

## Économie

### Commerce
À l'époque des Almohades, les musulmans, qui avaient été les premiers à organiser les formes de leur commerce selon les nécessités du trafic international [citation nécessaire], avaient perfectionné leurs méthodes, dont les chrétiens s'inspiraient. Malgré les différences de religion et le développement de la course, dont le contrôle échappait aux souverains africains, les rapports et les échanges entre chrétiens et musulmans ne cessèrent de se développer. Les Almohades abandonnèrent graduellement la notion de jihâd perpétuel contre "les infidèles" qui fut en viguer chez les Almoravides et dont les bases juridiques remontent à l'ouvrage de Abû Bakr al-Qayrawânî. Chez les Almohades, la guerre legale ou jihâd fut principalement dirigée contre les Almoravides conformément à la doctrine d'Ibn Tumart. Le Grand Maghreb ne trafiqua pas seulement avec l'Espagne. Tunis, Bougie, Constantine, Tlemcen, Ceuta (il existait un foundouk marseillais [fundicium marcilliense] à Ceuta en 1236) échangèrent des marchandises avec Pise, Gênes, Venise, Marseille.

### Monnaie
Le califat almohade frappe sa monnaie dans la tradition musulmane : l'unité est le dinar en or. Cependant dès le premier calife Abd el-Mumin, il s'opère une réforme pondérale du dinar qui se poursuit sous ses successeurs. Le poids du dinar passe en effet de 4.2g à 2.3g sous son règne. Le dinar frappé sous Abd el Mumin (dinar mumini) ou celui frappé sous son fils Yusuf (dinar yousoufi) a probablement une inspiration orientale : des exemplaires retrouvées à la Kalaa Beni Hammad, pèsent 2.36g soit la moitié du mitqal abbasside du calife Al Mansur de 4.72g. Plus tard, le dinar yaqubi, lui pèse 4.7g. Un doublon est frappé avec un poids de référence de 4.72g sous le règne du calife almohade Al Mansur. Cette réforme pondérale almohade s'accompagne probablement de motifs idéologiques : se démarquer des dynasties précédentes. Mais le mahdi Ibn Tumert ne s'est pas consacré au poids et mesures dans son kitab. Une des hypothèses est une influence de l'école zahrite, qui toutefois ne peut être ni affirmée, ni infirmée en l'absence de textes officiels de l'époque.
Le dinar almohade est décliné en un sous-multiple la masmodina (littéralement « monnaie des Masmouda »)  au poids de 2,3 g. Le petit dinar almohade est aussi rencontré sous le nom de masmoudina, c'est le dinar plus souvent frappé par les Almohades. Elle était également la pièce fractionnaire la plus importante.
La majorité des ateliers de frappe de dinars almohades se trouvaient au Maroc et en Al-Andalus. En effet, selon les comptages de Khaled Ben Romdhane, sur un total de 262 dinars almohades portant une indication de lieu de frappe, seuls 26 sont de Bougie, et 7 de Tunis, l'essentiel des dinars provenant du Maroc ou d'al-Andalus[réf. à confirmer].
Abd al-Mumin s'est empressé de frapper une monnaie différente de celle de ses prédécesseurs almoravides, en y introduisant la forme carrée.Cette forme carrée se veut un moyen de se démarquer des califes non-orthodoxes dont l"héritage est rejeté par les Almohades. Les inscriptions habituelles des monnaies islamiques sont remplacées par quatre inscriptions inscrites dans des segments de cercle ne comportant ni lieu de frappe, ni date, mais simplement le nom : la kuniya de Abd el Mumin, son titre d'émir des musulmans, suivi d'un verset de la première sourate du Coran. La citation coranique disparait sous les successeurs d'Abd el Mumin. L'inscription du carré sous Abd el Mumin est consacrée à Ibn Toumert, qualifié d'Imam du peuple et « chargé de l’exécution de l'ordre d'Allah ». Dans certaines monnaies frappées sous Abd el Mumin, Ibn Toumert est qualifié de « calife d'Allah », dans d'autres son nom est remplacé par celui d'Abd el Mumin. Sous ses successeurs, le texte du carré est modifié : une place de choix est accordé à Abd el Mumin sous ses deux premiers successeurs, alors que Ibn Toumert, le Mahdi, est passé sous silence.
Grâce à la prise de Sijilmassa, les Almohades se sont assuré leur approvisionnement en or dès 1145-1446. Les premières frappes de dinar almohade datent de la même année, dans les villes de Fès, Salé et Meknès. Dès l'année suivante, les dinars sont régulièrement émis à Marrakesh. Durant les années 1155-1156, le dinar des émissions régulières de dinars à Fès et Ceuta, laissent peu de doute sur l'efficience de l'axe commercial Sijilmassa/Fès/Ceuta.
Plusieurs villes : Fès, Ceuta, Séville et Bougie, gouvernées par des sayyid (gouverneurs de la famille du calife d'Abd el Mumin), commencent à émettre des séries monétaires de façon continue à partir de l’année 1155-1156 alors que Tlemcen et Sijilmassa ne voient l'émission de dinar commencer que vers 1163-1164, alors qu'elles furent paradoxalement parmi les premières villes conquises.

## Chronologie de l'empire almohade
- 1121 : Ibn Tûmart s'installe à Tinmel dans le Haut Atlas au sud de Marrakech, avec ses fidèles « Almohades », Al-Mowahidoun, tenants de l’unicité de Dieu.
- 1129 : Abd al-Mumin bat devant Aghmat les troupes almoravides qui tentaient de réduire Tinmel et les repousse jusqu’à Marrakech.
- 1130 : Ibn Tûmart meurt, et trois ans plus tard son disciple Abd al-Mumin se proclame « calife » et imam des Almohades.
- 1140 : Les Almohades s’emparent des oasis du sud puis de Taza, échouent devant Ceuta mais prennent peu après Melilla et Alhucemas. La dynastie fondamentaliste de l’islam des Almohades ne laissera aux Juifs que le choix entre la conversion et la mort.
- 1145 : Victorieux devant Tlemcen, les Almohades poursuivent l’Almoravide Tachfine ben Ali jusqu’à Oran où il est tué. Oran, Tlemcen, Oujda et Meknès tombent ensuite, de même que Fès dont la garnison almoravide est massacrée. Salé et Ceuta se soumettent. Les Almohades détruisent les principales communautés juives d’Andalousie. Les Juifs sont contraints d’adopter l’islam et ne peuvent pratiquer le judaïsme qu’en cachette, on les appellera ensuite les Anoussim.
- 1147 : `Abdul-Mu'min s’empare de Marrakech, et reprend al-Andalus, la dynastie des Almohades succède à celle des Almoravides. Construction de la mosquée Koutoubia.
- 1152 : `Abdul-Mu'min entame la conquête du Maghreb oriental où il entend écarter la menace des nomades arabes hilaliens. Béjaïa, est également conquise.
- 1157 : Les Almohades reprennent Almería aux chrétiens.
- 1159 : Nouvelle campagne d’`Abdul-Mu'min dans l’est du Maghreb. Tunis, Sfax et Tripoli sont prises et la garnison normande de Mehdiya se replie sur la Sicile et conquête de l'Ifriqiya, les Almohades unissent le Maghreb.
- 1160 : `Abdul-Mu'min franchit le détroit de Gibraltar et le fait fortifier. L’un de ses lieutenants bat les Castillans près de Badajoz.
- 1163 : Abd al-Mumin meurt à Salé, son fils Abû Ya'qûb Yûsuf est proclamé émir.
- 1163 : Les Almohades unifient le Maghreb; Séville devient la capitale d’al-Andalus.
- 1165 Alphonse I du Portugal, qui avait d'abord conquis Évora en 1159, et l'avait perdue, reprend définitivement la ville aux Almohades[73].
- 1177 : Alphonse VIII de Castille prend Cuenca. L’année suivante, le roi de Portugal pousse une incursion jusqu’à Séville. La permanence de la menace chrétienne conduit les Almohades à reprendre l’offensive.
- 1181 : Victoire almohade sur la flotte chrétienne (Lisbonne).
- 1184 : Abû Ya'qûb Yûsuf est mortellement blessé au combat devant la ville portugaise de Santarém. Son fils Abû Yûsuf Ya'qûb al-Mansûr lui succède comme calife Almohade.
- 1184 : Construction de la Giralda de Séville.
- 1195 : Les Almohades remportent une grande victoire sur les troupes chrétiennes d’Alphonse VIII de Castille à la bataille d'Alarcos mais Tolède résiste à tous les assauts.
- 1196 : Construction de la Tour Hassan à Rabat.
- 1199 : Abû Yûsuf Ya'qûb al-Mansûr meurt, son fils Muhammad an-Nâsir lui succède.
- 1202: Victoire des Alhomades contre les Almoravides à Tunis, les Îles Baléares sont également conquises, la « paix almohade » règne de Séville au Sud marocain et de l’Atlantique à Tunis.
- 1212 : La victoire des troupes chrétiennes alliées de Castille, Aragon et Navarre sur les forces almohades à la bataille de Las Navas de Tolosa décide de l’issue de la Reconquista et annonce la fin inéluctable d’al-Andalus.
- 1213 : Muhammad an-Nâsir meurt dans des circonstances obscures, son fils Yûsuf al-Mustansir lui succède à l'âge de 16 ans. Dépourvu d’autorité, Yûsuf al-Mustansir laisse l’Empire almohade très affaibli lorsqu'il meurt en 1223.
- 1223 : Yûsuf al-Mustansir meurt, son fils `Abd al-Wâhid al-Makhlû` lui succède, mais meurt étranglé la même année.
- 1223 : Abû Muhammad al-`Âdil est choisi comme calife almohade à la suite de l'assassinat d'`Abd al-Wâhid al-Makhlû`.
- 1227 : Abû Muhammad al-`Âdil meurt noyé dans un bassin du palais. Deux prétendants à sa succession lui succèdent, Yahyâ al-Mu`tasim, fils de Muhammad an-Nâsir et soutenu par les cheikhs de Marrakech et son rival, Idrîs al-Ma'mûn, soutenu par le souverain chrétien Ferdinand III de Castille.
- 1229 : Yahyâ al-Mu`tasim, calife almohade à Marrakech meurt.
- 1233 : Son rival, Idrîs al-Ma'mûn meurt sur le chemin de retour vers Marrakech.
- 1233 : Abû Muhammad ar-Rachîd `Abd al-Wâhid succède à son père Idrîs al-Ma'mûn, il reprend Marrakech, chasse de Fès les rebelles Beni Mari (Mérinides, nomades zénètes venus de l'Est) mais les révoltes locales se multiplient.
- 1235: les Zianides se déclarent indépendants et font de Tlemcen leur capitale. Le Maghreb central se détache de l'autorité Almohade.
- 1236 : Cordoue, la ville symbole de l'islam espagnol se rend à Ferdinand III de Castille.
- 1236 : Le gouverneur d’Ifriqiya, Abu Zacharia, se déclare indépendant et fonde la dynastie des Hafsides.
- 1238 : Perte de Valence.
- 1242 : Abû Muhammad ar-Rachîd `Abd al-Wâhid meurt, son frère Abu al-Hasan as-Saïd al-Mutadid lui succède. Il rétablit l’autorité almohade sur le Maroc, écarte du Maghreb central les Hafsides de Tunis.
- 1245 : Les Mérinides entament la conquête du Maroc septentrional où ils font de Fès leur capitale, sous la conduite de Abû Yahyâ ben `Abd al-Haqq qui, en occupant également les oasis sahariennes, isole Marrakech et rompt ses relations commerciales avec le Sud.
- 1246 : Prise des provinces espagnoles de Jaén et Arjona par le roi Ferdinand III de Castille.
- 1248 : Prise de Séville par le roi Ferdinand III de Castille venant conclure la « Grande Reconquista », déjà entamée lors de la prise de Cordoue en 1236 et de Valence en 1238.
- 1248 : Pris dans une embuscade, Abu al-Hasan as-Saïd al-Mutadid est tué. Son successeur, Abû Hafs `Umar al-Murtadâ, un arrière-petit-fils de Abû Yûsuf Ya'qûb al-Mansûr ne règne plus que sur Marrakech et sa région et paie tribut aux Mérinides.
- 1266 : Abû Hafs `Umar al-Murtadâ se fait renverser et tuer par son cousin Abou al-`Oula Idriss al-Wathiq, ce dernier se proclame calife.
- 1269 : Prise de Marrakech par le Mérinide Abou Youssef Yacoub et chute de l'Empire almohade.
- 1276 : Prise de la bourgade de Tinmel par le Mérinide Abou Youssef Yacoub, qui massacre les derniers almohades.

## Souverains almohades
- 1121–1130 : Ibn Toumert (Mahdi et fondateur[74])
- 1147–1163 : Abd al-Mumin (disciple du Mahdi et premier calife[75],[76] ;  rend la succession héréditaire au profit de ses héritiers)
- 1163–1184 : Abû Ya'qûb Yûsuf
- 1184–1199 : Abû Yûsuf Ya'qûb al-Mansûr
- 1199–1213 : Muhammad an-Nâsir
- 1213–1223 : Yûsuf al-Mustansir
- 1223-1223 : `Abd al-Wâhid al-Makhlû'
- 1223–1227 : Abû Muhammad al-`Âdil
- 1227–1229 : Yahyâ al-Mu`tasim (premier prétendant à la succession, fils de Muhammad an-Nâsir et soutenu par les cheikhs de Marrakech)
- 1227–1233 : Abû al-`Alâ' Idrîs al-Ma'mûn (second prétendant à la succession, soutenu par le souverain chrétien Ferdinand III de Castille.
- 1233–1242 : Abu Muhammad `Abd al-Wâhid ar-Rachîd
- 1242–1248 : Abu al-Hasan as-Saïd al-Mutadid
- 1248–1266 : Abû Hafs `Umar al-Murtadâ
- 1266–1269 : Abou al-`Oula Idriss al-Wathiq

### Généalogie
1. Ibn Toumert, fondateur de l'empire et mahdi (1121-1130)
- 2. ʿAbd al-Mou'min, (1130-1163)
  - 3. Abou Yaʿqoub Youssouf (1163-1184)
    - 4. Abou Youssouf Yaʿqoub « al-Mansour » (1184-1199)
      - 5. Abou ʿAbdallah Mouhammad « an-Nasir » (1199-1213)
        - 6. Abou Yaʿqoub Youssouf II « al-Moustansir » (1213-1224)
        - 9. Abou Zakarya Yahya « al-Mouʿtassim » (1227-1229)

      - 8. Abou Mouhammad ʿAbdallah « al-ʿAdil » (1224-1227)
      - 10. Abou al-ʿOula Idriss « al-Ma'moun » (1227-1232)
        - 11. Abou Mouhammad ʿAbd al-Wahid « ar-Rachid » (1232-1242)
        - 12. Abou al-Hassan ʿAli « al-Mou'tadid » (1242-1248)

    - 7. Abou Mouhammad ʿAbd al-Wahid « al-Makhlou » (1224)
    - Ishaq ibn Youssouf
      - 13. Abou Hafs ʿOmar « al-Mourtada », (1248-1266)

  - ʿOmar ibn ʿAbd al-Mou'min
    - Mouhammad ibn ʿOmar
      - 
        - 14. Abou Dabbous Idriss « al-Wathiq » (1266-1269)

### Études
- Marc Geoffroy, Ibn Tûmart et l'idéologie almohade, dans Averroès, Discours décisif, GF-Flammarion, 1996.
- Rachid Bourouiba, « La doctrine almohade », Revue de l'Occident musulman et de la Méditerranée, Aix-en-Provence, Association pour l'étude des sciences humaines en Afrique du Nord, nos 13-14 « Mélanges Le Tourneau. I. »,‎ 1973, p. 141-158 (lire en ligne)

### Littérature
- Jacques Attali, La Confrérie des Éveillés, Fayard, Paris, 2004, 314 pages. (Roman historique se déroulant dans le Maroc et l'Andalus almohades, au milieu du XIIe siècle.)